# Skupnost (ekologija)
Skupnost je v ekologiji populacija dveh ali več vrst organizmov, ki živijo v določenem času na istem geografskem področju. Skupnost ima več pomenov. Najbolj enostavno jo lahko pojmujemo kot vrsto organizmov, ki se pojavijo v določenem času na določenem mestu. Kot primer lahko omenimo skupino rib na območju jezera Ontario pred industrializacijo.
Ekologija ali sintekologija skupnosti je študija interakcij med različnimi vrstami na večjih časovnih ali prostorskih lestvicah. Ta v raziskavo vključuje distribucijo, strukturo, obilje, demografijo in interakcijo med obstoječimi populacijami. Najbolj nazoren primer skupne ekologije so interakcije med populacijami, ki so opredeljene po genotipskih in fenotipskih lastnostih. Skupinska ekologija izhaja iz evropske rastlinske sociologije. Moderna skupinska ekologija preučuje vzorce, ki so variacija v bogastvu različnih vrst pravičnosti, produktivnosti ali strukturnih prehrambenih mrež. Preučuje pa tudi procese, kot so: dinamika populacije, dinamika razvoja plenilcev in dedovanje.